# جو بيرك (لاعب كرة قاعدة)
جو بيرك (بالإنجليزية: Joe Burke)‏ هو لاعب كرة قاعدة أمريكي، ولد في 7 ديسمبر 1867 في ناشفيل في الولايات المتحدة، وتوفي في 3 نوفمبر 1940 في سينسيناتي في الولايات المتحدة.

## وصلات خارجية
- جو بيرك على موقعبيزبول رفرنس.كوم (الدوري الرئيسي) (الإنجليزية)
- جو بيرك على موقعبيزبول رفرنس.كوم (الدوري الثانوي) (الإنجليزية)